# Oberonia insularis
Oberonia insularis är en orkidéart som beskrevs av Bunzo Hayata. Oberonia insularis ingår i släktet Oberonia och familjen orkidéer. Inga underarter finns listade i Catalogue of Life.